# Рендзіни-Збігальські
Рендзіни-Збігальські (пол. Rędziny Zbigalskie) — село в Польщі, у гміні Слабошув Меховського повіту Малопольського воєводства.
Населення — 82 особи (2011).
У 1975-1998 роках село належало до Келецького воєводства.

## Демографія
Демографічна структура станом на 31 березня 2011 року:
|          | Загалом | Допрацездатний вік | Працездатний вік | Постпрацездатний вік |
| -------- | ------- | ------------------ | ---------------- | -------------------- |
| Чоловіки | 45      | 11                 | 29               | 5                    |
| Жінки    | 37      | 10                 | 16               | 11                   |
| Разом    | 82      | 21                 | 45               | 16                   |